# GW Pharmaceuticals
GW Pharmaceuticals est un laboratoire pharmaceutique britannique, fondé en 1998 à Cambridge, et coté en bourse au NASDAQ Global Market (GWPH) et à l'AIM sur le marché London Stock Exchange. Le laboratoire dispose d'une autorisation en Angleterre pour le développement de médicaments basés sur la médecine des cannabinoïdes et elle est, en 2021, le principal producteur de cannabis médical du monde.
En février 2021, GW a été repris par Jazz Pharmaceuticals.

## Sativex
Le Sativex est le premier médicament développé par GW. Il est autorisé en 2014 dans 27 pays dont la France. Il est utilisé dans le traitement de la sclérose en plaques lorsque les traitements classiques ne répondent pas correctement, chez les patients atteints de crampes musculaires ou de spasticité. Il a démontré des résultats convaincants pour le soulagement des douleurs musculaires. Ce médicament est actuellement en essai clinique pour le traitement des douleurs liées au traitement du cancer.
Il agit sur les récepteurs CB1 et CB2 mais particulièrement sur l'anandamide en bloquant l'AMP cyclique à travers les récepteurs protéine G couplé dans le système nerveux central, qui module la mémoire et la douleur.
Il s'administre par voie orale sous la forme d'un spray buccal. Quelques effets secondaires ont pu être constatés comme les vertiges, la somnolence ou la désorientation. Aucune donnée n'est disponible quant à la dépendance au médicament. Il contient un dosage équivalent de THC et de CBD.

## Epidiolex
L'Epidiolex est le médicament en cours d'essai clinique qui sera utilisé dans le traitement de l'épilepsie infantile, syndrome de Dravet, syndrome de Lennox-Gastaut et dans le traitement des désordres neurologiques.
Dans le documentaire de CNN daté de 2013, le docteur Sanjay Gupta explique que le CBD aide à moduler l'activité électrique dans le cerveau en réduisant cette activité qui déclenche les crises d'épilepsie.

## Recherche
Le laboratoire a lancé des programmes de recherche sur les différentes molécules de la plante afin d'en tirer un potentiel thérapeutique. L'autisme, le syndrome de stress post-traumatique, la maladie de Parkinson, de Gilles la Tourette et d'Alzheimer sont des maladies évoquées dans ces recherches.